# Табіта Беббіт
Сара «Табіта» Беббіт (англ. Sarah "Tabitha" Babbitt; 9 грудня 1779 - 10 січня, 1853) — американська винахідниця, член секти шейкерів в Массачусетсі. Вважається винахідницею циркулярної пилки і автором ряду інших винаходів: вдосконаленої прядки і зубних протезів.

## Біографія
Сара «Табіта» Беббіт народилася в Хардвіку, штат Массачусетс. Вона була дочкою Сета і Елізабет Беббітів. 12 серпня 1793 року стала членом Гарвардської громади шейкерів.

## Винаходи
Беббіт, спостерігаючи за роботою двох робочих на тартаку, зрозуміла, що половина рухів пильщиків витрачається даремно. Поздовжнє розпилювання колод (розпуск) було дуже складною і трудомісткою роботою. Колоду пиляли уздовж за допомогою спеціальної двометрової пили з довгими ручками. У роботі брали участь дві особи - один знаходився на помості зверху колоди, а другий внизу, в ямі під помостом. Верхній пильщик повинен був володіти великою фізичною силою, а на нижнього пильщика весь час сипалася купа тирси. За постійністю товщини дошки, що розпускається, стежив верхній пильщик, який направляв пилу по заздалегідь наміченій лінії. Таким чином, виробництво дощок і бруса шляхом ручного розпилювання було дуже дорогим. Масового випуску пиломатеріалів при цьому домогтися було неможливо. Сара Беббіт зрозуміла, що розпуск колод буде набагато більш ефективним при використанні циркулярної пилки з круглим лезом. Перша циркулярна пилка, зроблена нею, стала використовуватися на тартаку в Олбані, Нью-Йорк в 1813 році. Циркулярна пилка оберталася за допомогою водяного колеса, що дозволило зменшити зусилля пильщиків при розпуску колод. Сара Беббіт не запатентовувала винайдену нею циркулярну пилку для того, щоб інші люди могли безперешкодно нею користуватися. Але три роки по тому два французи виявили опис циркулярної пилки в одній з газет і запатентували її.
Стверджується також, що Сара Беббіт винайшла зубні протези (штучні зуби) і вдосконалила конструкцію колеса прядки. Вважається також, що вона, незалежно від іншого винахідника, Елі Вітні, придумала машину для виготовлення цвяхів . Однак будучи релігійною жінкою і членом секти шейкерів, Сара Беббіт ніколи не патентувала жоден зі своїх винаходів.
Деякі дослідники стверджують, що Сара Беббіт не могла винайти циркулярну пилку. Їх дослідження показують, що циркулярну пилку винайшли в 1793 році Амос Бішоп або Бенджамен Брюс з села шейкерів, яка називалася Маунт-Лебанон, а може бути, це і зовсім не винахід шейкерів.
Сара Беббіт померла в Гарварді, штат Массачусетс, в 1853 році.